# Lechner Lajos

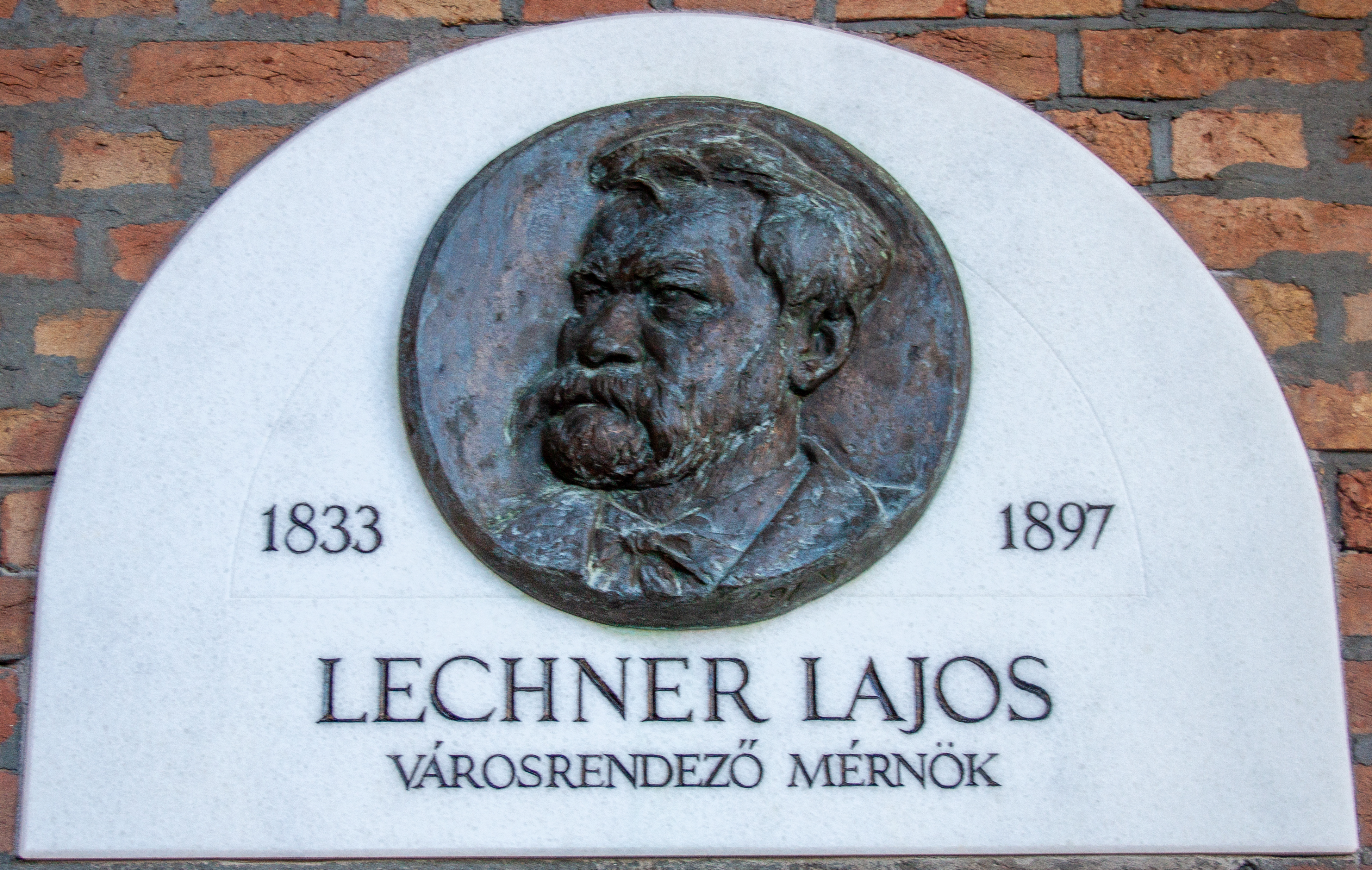
Lechner Lajos domborműve Szegeden, a Dóm tér nyugati oldalán

Lechner Lajos (Buda, 1833. február 8. – Budapest, 1897. november 18.) magyar mérnök; kora egyik legkiválóbbnak tartott várostervező szakembere, nagy részt vállalt Budapest első általános rendezési tervének előkészítésében. Az 1879-es árvíz által elpusztított Szeged városa Lechner tervei alapján épült újjá.

## Élete, munkássága
A Lechner József Lajos Béla név alatt született. Apja, Lechner József, anyja, Kugler Amália volt. Öccse, Lechner Ágost jogász. Lechner Lajos az 1848–49-es forradalom és szabadságharc idején 1849 tavaszán honvédként belépett az 52. honvédzászlóaljba és a világosi fegyverletételig (1849. augusztus 13.) Görgey Artúr hadtestében szolgált. A szabadságharc bukása után sikerült elkerülnie a császári hadseregbe való besorozást, s a Liedemann J. F. bank- és szállítóüzlet alkalmazottja lett.
1854-től a budai Műegyetemen tanult, s mérnöki oklevelet szerzett, majd a budai építészeti igazgatóság szolgálatába lépett, ahol Reitter Ferenc és Mihalik József irányításával sokféle építészeti feladat megoldásában vett részt. 1865-től az Ondava, Tapoly és Felső-Bodrog vizeinek szabályozását irányította. 1870-ben majdnem az egész Európára kiterjedő tanulmányutat tett, hazajövetelétől a központi posta- és távíróhivatal építkezését vezette. 1870-ben elnyerte Budapest általános rendezési terveinek előkészítésére kiírt nemzetközi pályázat 10 000 forintos nagydíját. Lechner tervezte az Andrássy utat, az építkezés kivitelezésére alapított Municipalis bank Súgárút-építési vállalat vezérigazgatója lett, 1873-tól a bécsi világkiállítás zsűrijének előadója volt. Az 1878. évi párizsi világkiállításon a magyar kiállítási részleg helyettes kormánybiztosa.
Az 1879-es szegedi nagy árvízkatasztrófa után Tisza Lajos kormánybiztos Lechner Lajost hívta meg az elpusztult város újjáépítési terveinek elkészítésére. Lechner működése nyomán korszerű város épült a Tisza partján, középületekkel, lakóházakkal, körutakkal, sugárutakkal, rakpartokkal. Lechner Lajos munkásságáért, különösen Szeged korszerű városrendezésének tervéért több hazai és nemzetközi kitüntetést kapott.
1885-től Pesten az Országház építésének főellenőre. 1886 tavaszától Budapest főváros középítési igazgatója. Még 1873-ban megnyerte a Budapest csatornázására kiírt szűkebb körű nemzetközi pályázatot, s a munka kivitelezése (1891-96) is az ő elgondolásai szerint történt. Irányította a káposztásmegyeri nagy vízmű és az összes nagyobb közmű építését.

## Főbb publikációi
- Egészséges építkezés városokban és községekben. L. Az 1885. évi országos orvosi és közegészségügyi congressus tárgyalásai. Budapest : 1885
- Szeged újjáépítése. Budapest : 1891 (hasonmásban: 2000)
- Egészséges építkezés városokban és községekben. Magyar Mérnök és Építész-Egylet Közlönye, 1892

## Díjak
- A Műszaki Tanács alelnöke (1884-től)
- A Magyar Mérnök- és Építész-Egylet alelnöke (1891-94)
- Szeged város díszpolgára
- A Francia Becsületrend lovagja

## Emlékezete
- Nevét őrzi a 2010-es évek első felében alakított szakmai intézmény, a Lechner Tudásközpont (korábban Lechner Lajos Tudásközpont).